# Apsolidium
Genre
Apsolidium est un genre d'holothuries (concombres de mer) abyssales de la famille des Cucumariidae qui est notamment situé en Océanie au sud de l'Australie. 

## Liste des espèces
Selon World Register of Marine Species (27 mars 2021) :
- Apsolidium alvei O'Loughlin & O'Hara, 1992
- Apsolidium densum O'Loughlin & O'Hara, 1992
- Apsolidium falconerae O'Loughlin, 2007
- Apsolidium handrecki O'Loughlin & O'Hara, 1992 - espèce type[3]

## Publication originale
- (en) P. Mark O’Loughlin et Timothy D. O’Hara, « New cucumariid holothurians (Echinodermata) from southern Australia, including two brooding and one fissiparous species », Memoirs of the Museum of Victoria, vol. 53, no 2,‎ 1992, p. 227-266 (ISSN 0814-1827, OCLC 11628078, DOI 10.24199/J.MMV.1992.53.12, lire en ligne).